# Gertrud Siemers

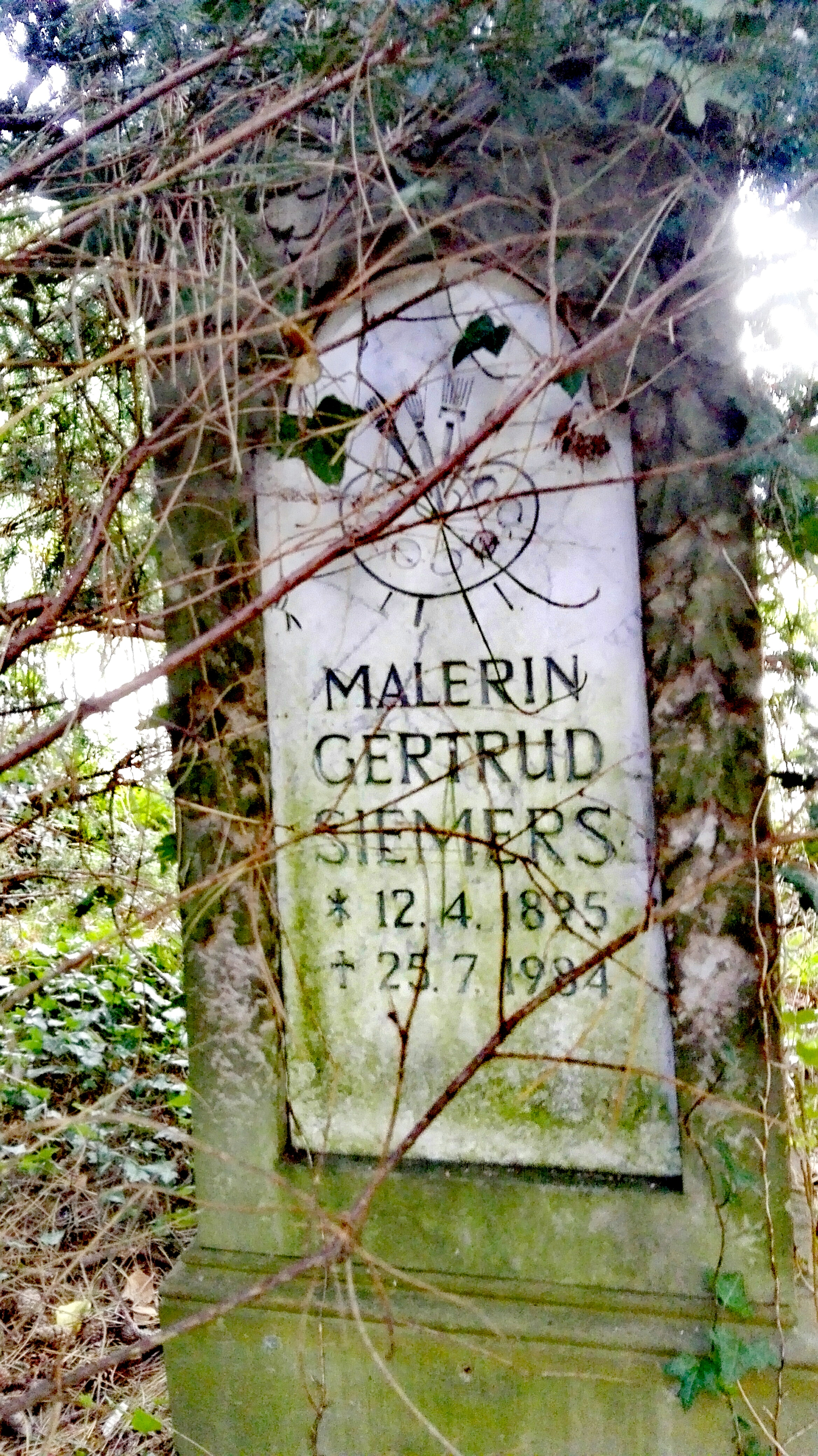
Grabstein

Gertrud Siemers (* 12. April 1895 in Lübeck; † 25. Juli 1984 ebenda) war eine deutsche Malerin.

## Leben
Sie war zunächst Schülerin bei Heinrich Eduard Linde-Walther an der Kunstschule von Willibald Leo von Lütgendorff-Leinburg in Lübeck und ging dann als Schülerin von W. Jaeckel nach Berlin. Weitere Studien führten sie nach München und Florenz. Sie kehrte nach Lübeck zurück und unterhielt hier ein Studio. 1919 gehörte sie zu den Gründungsmitgliedern der Vereinigung Lübecker Künstler, der heutigen Gemeinschaft Lübecker Maler und Bildhauer. 1927 gehörte sie als Mitglied der Jury zum erweiterten Vorstand. 
1930 hielt sich Siemers in Paris auf, wo sie die Académie Colarossi besuchte und eine Ateliergemeinschaft mit der Malerin und Grafikerin Elsa Schwarze von Arnim (1888–1980) führte. Bei dem Luftangriff auf Lübeck 1942 wurden ihre Werke zerstört.
Nach Ende des Zweiten Weltkriegs widmete sich Siemers der Porträtmalerei. Sie besuchte Bauernhöfe und Güter in der Umgebung Lübecks, um dort Aufträge auszuführen und verdiente so ihren Lebensunterhalt. 1955 wohnte sie im St. Johannis Jungfrauen-Kloster in der Dr.-Julius-Leber-Straße 73.

## Werke
Erhalten sind neben rund 200 Porträts vor allem Blumen- und Landschaftsbilder im spätimpressionistischen Stil. 1953 schuf sie als Kunst am Bau ein Raumemblem in der damaligen Anna-Siemssen-Schule, heute Schule an der Wakenitz (Raumemblem)
- Porträt Ludwig Benick (1945), Naturhistorisches Museum Lübeck[3]
- Porträt Leo von Lütgendorff-Leinburg, Museen Lübeck (Inv.Nr. G 932)
- Porträt Wilhelm Ohnesorge (1936), Gesellschaft zur Beförderung gemeinnütziger Tätigkeit
- Porträt Rudolf Struck
- Porträt Wilhelm Kieckbusch